# Casa Memorială „Ion Borcea”
Casa Memorială „Ion Borcea” este un muzeu județean din Racova, amplasat în adresă corespondență: C.P. 102, O.P. 1. 
Casa Memorială de la Racova este casa copilăriei și adolescenței profesorului universitar Ion Borcea. Casa a fost donată de sora savantului, Eufrosina Borcea Petrovanu. Astăzi găzduiește expoziția permanentă dedicată vieții și operei marelui savant, fondatorul oceanologiei românești, unul dintre primii oameni de știință care a înțeles importanța și rolul oceanului planetar. Expoziția de la casa memorială conține fotografii de epocă, copii după documente relevante pentru opera și viața savantului și piese autentice de mobilier.
Casa, cu o vechime de 100 ani, a fost locuită de familia Petrovanu, care a donat o parte a ei Muzeului de Științele Naturii (4 camere și un hol).